# Église Saint-Médulphe de Saint-Myon
L'église Saint-Médulphe est une église catholique située à Saint-Myon, en France.

## Localisation
L'église est située dans le département français du Puy-de-Dôme, sur la commune de Saint-Myon.

## Description
L'église est orientée. Elle possède une nef de quatre travées, avec des bas-côtés, précédée à l'ouest d'un narthex. La façade, dans laquelle s'ouvre un portail à voussures, est flanquée au sud d'une tour abritant le clocher. Un second portail à voussures se trouve sur le côté méridional.
Le chœur, légèrement surélevé par rapport à la nef, est entouré d'un déambulatoire, qui ouvre sur trois chapelles rayonnantes dédiées à la Vierge, à saint Joseph et à saint Médulphe ; six colonnes coiffées de chapiteaux sculptés séparent le chœur du déambulatoire. Cet ensemble, caractéristique de l'art roman auvergnat, apparaît comme un modèle réduit de ce qu'on trouve dans les églises romanes majeures d'Auvergne.
L'édifice est principalement construit en calcaire de Chaptuzat. Il est couvert d'une toiture en lauzes de Chaptuzat.

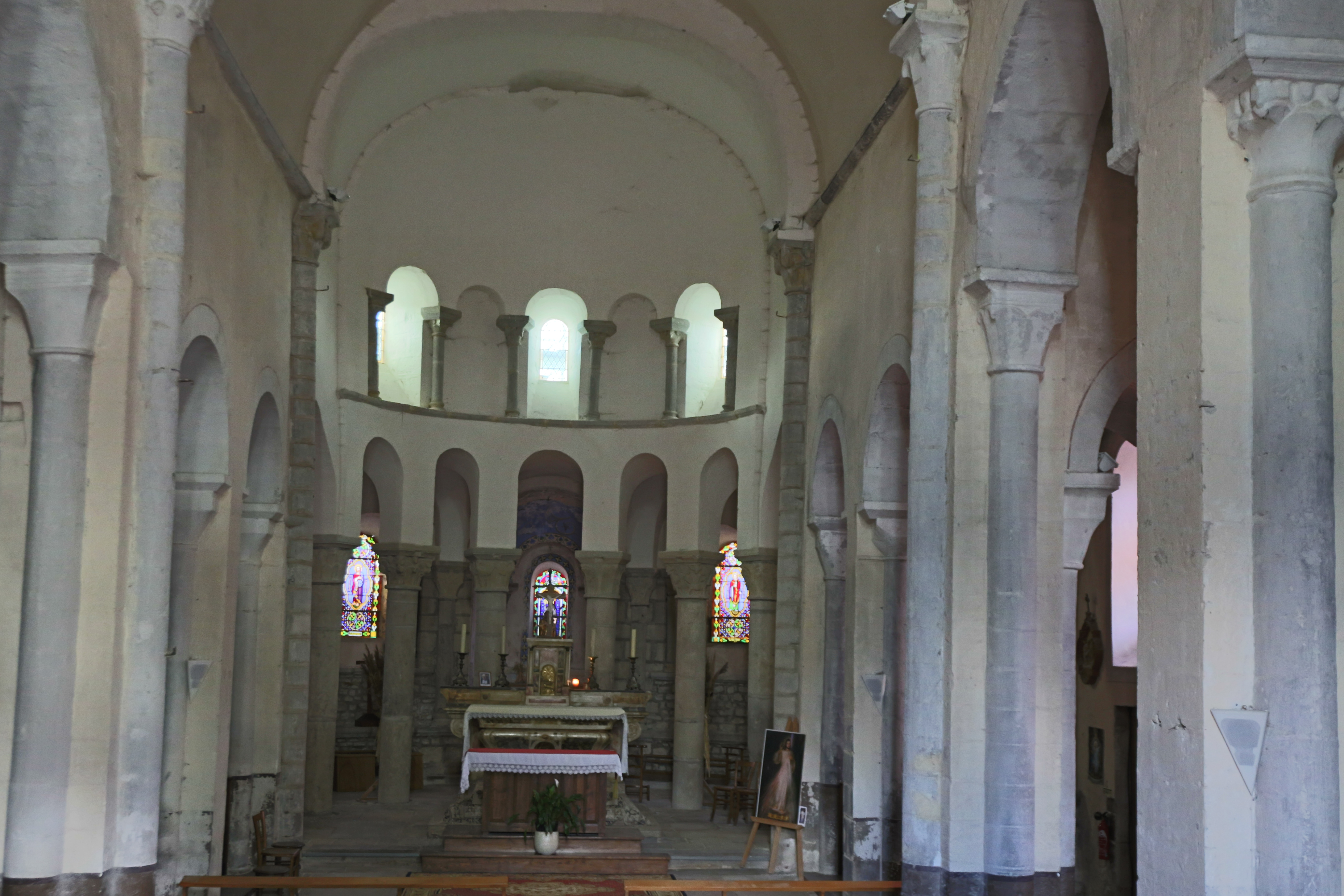
Chœur de l'église.
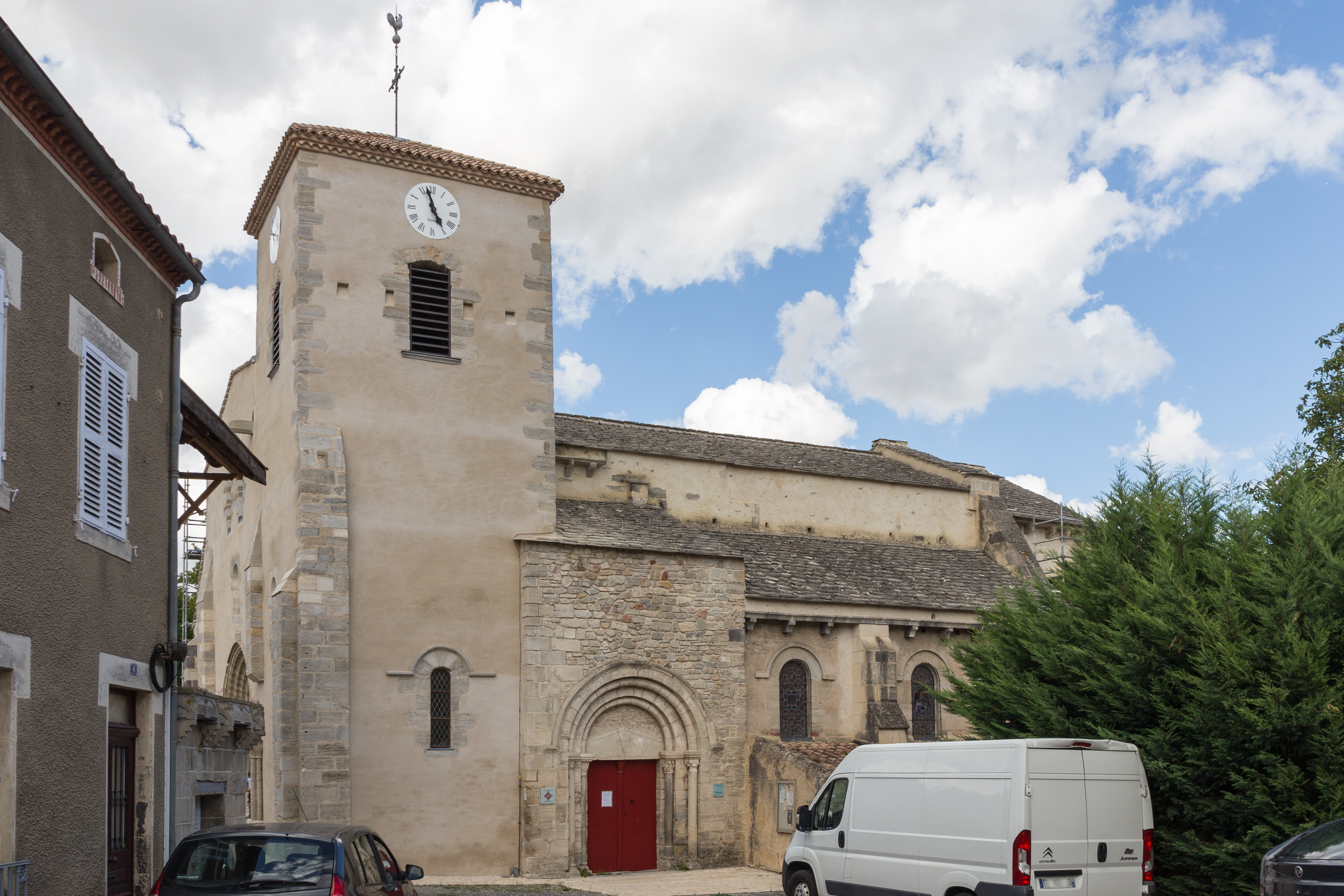
Clocher et portail méridional.
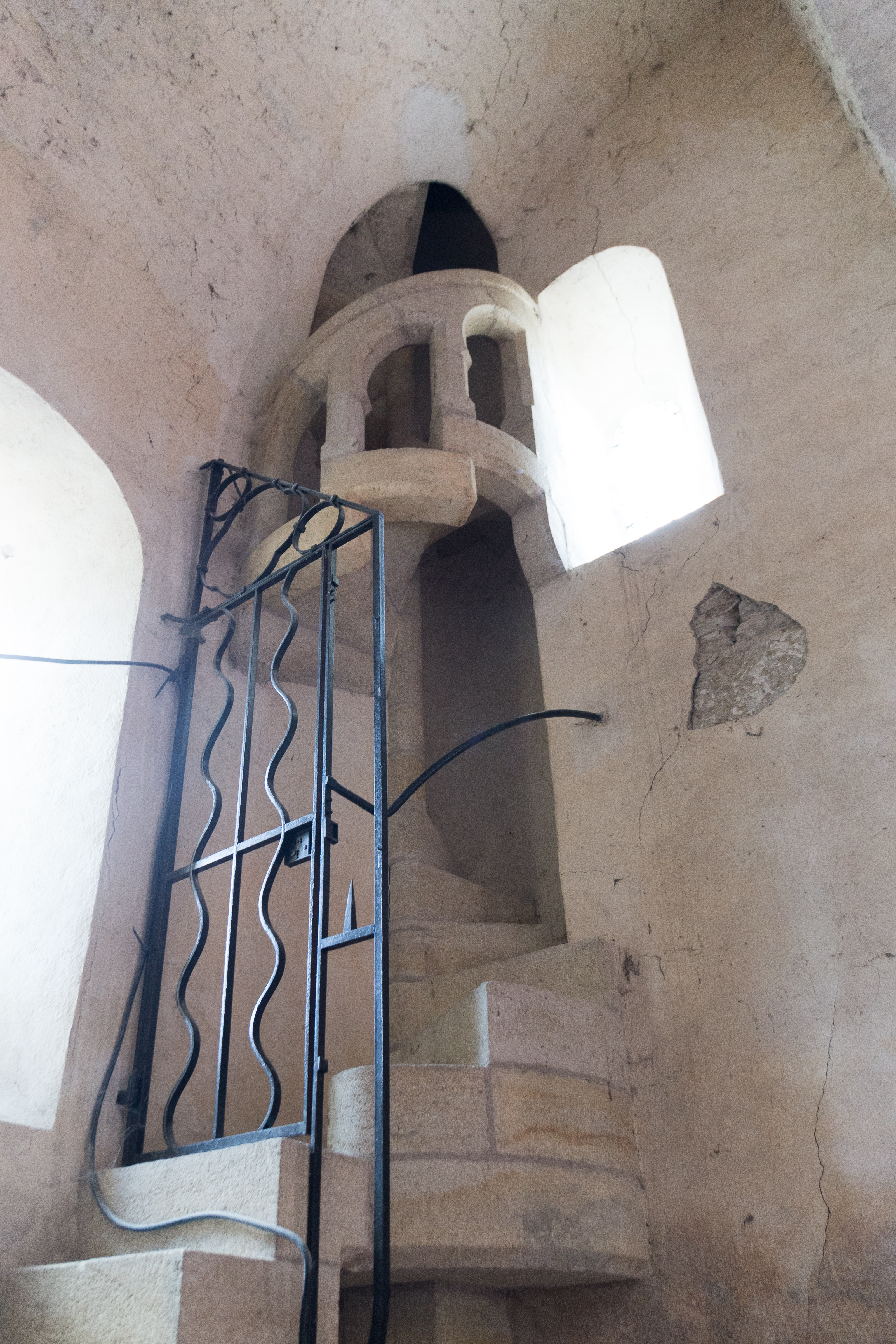
Escalier d'accès au clocher.

## Historique
Cette église était au Moyen-Âge un prieuré de l'abbaye de Menat. Elle a remplacé un oratoire dédié à saint Ménulphe, ermite. 
L'édifice actuel a été bâti dans la seconde moitié du XIIe siècle. Le chœur a été peu retouché, à part la reprise des voûtes. La nef a été régulièrement réparée.
Elle présente un bon exemple des différentes influences et manières de bâtir de l'architecture romane en Auvergne au XIIe siècle.
Devenue paroissiale, elle dépend au XVIIIe siècle de la collégiale d'Artonne. Les différentes visites épiscopales de l'église permettent de suivre sa dégradation et son très mauvais état à la veille de la Révolution.
En 1832-34, la municipalité lance une importante restauration. Les voûtes de la nef sont entièrement reprises. En 1931, l'église est de nouveau restaurée, ses fondations sont reprises en sous-œuvre.
L'édifice est classé au titre des monuments historiques en 1911.